# Claire Colinet

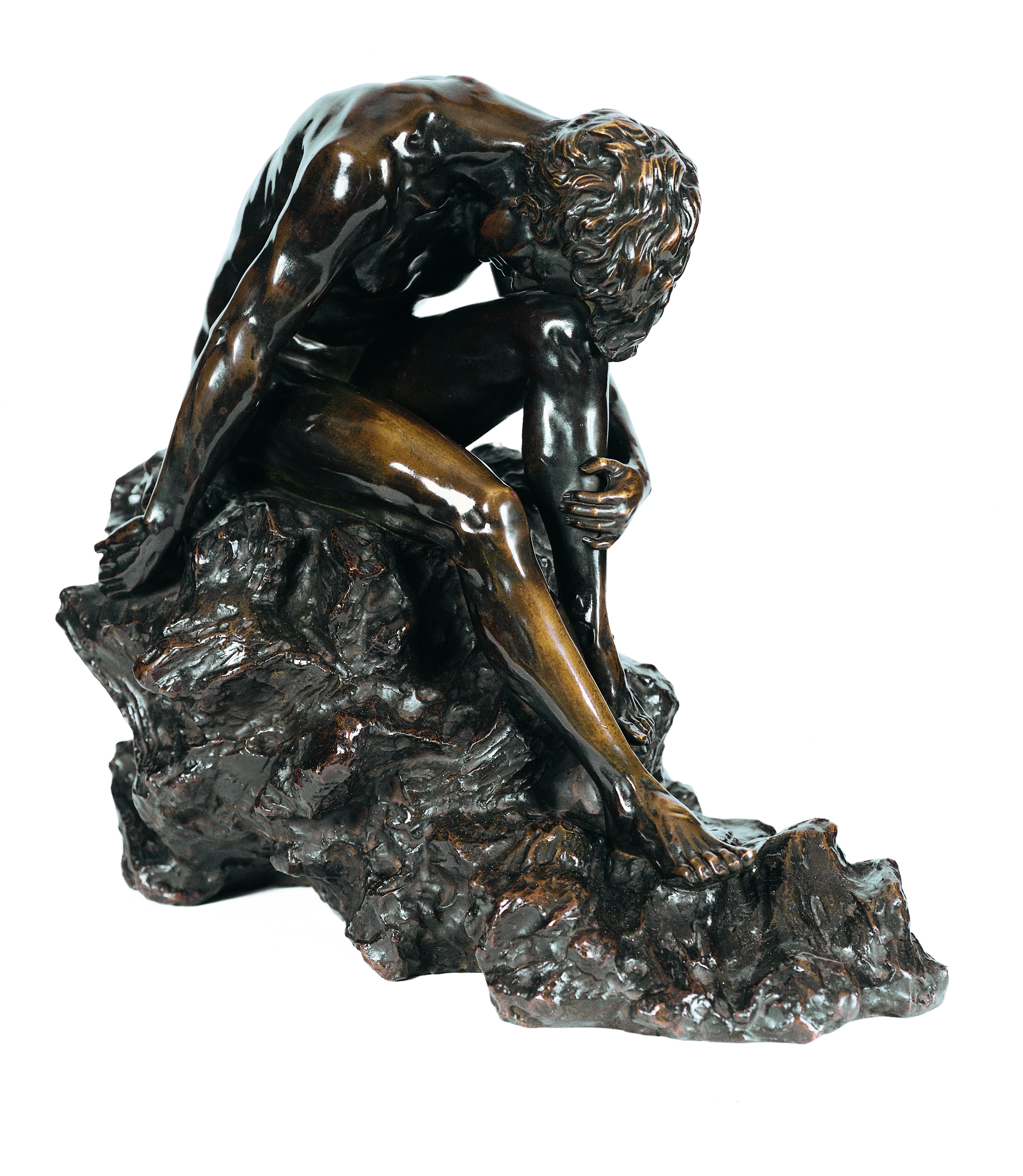
Obra de la escultora francesa Claire Jeanne Roberte Colinet. Título: Pensador. Año: 1890. Técnica: Escultura en bronce. Dimensiones: 28cm x 45cm.

Claire Jeanne Roberte Colinet (Bruselas, 1880-1950), que firmaba sus obras Cl. J. R. Colinet, fue una escultora francesa de origen belga. La mayor parte de sus obras son del estilo art déco.
Es principalmente conocida por sus figuras de bailarinas del mundo realizadas en bronce.
Estudió con Jef Lambeaux y en 1929 fue elegida miembro permanente del Salon des Artistes Francais.
El Museo de Art Nouveau y Art Déco (Casa Lis) de Salamanca expone sus esculturas criselefantinas Walkyria (1920), Bailarina de Tebas, Bailarina hindu y Carmen.